# Амбатулампи
Амбатула́мпи (малаг. Ambatolampy) — город на Мадагаскаре.

## География
Расположен в центральной части страны, примерно в 46 км к югу от вулканического массива Анкаратра, в округе Амбатулампи региона Вакинанкаратра.

## Население
Население по данным на начало 2012 года составляет 32 880 человек; данные переписи 1993 года говорят о населении 18 809 человек.

## Транспорт
Связан со столицей страны, городом Антананариву, национальной трассой № 7.